# Egretta gularis
Egretta gularis là một loài chim trong họ Diệc.

## Phân bố và tình trạng

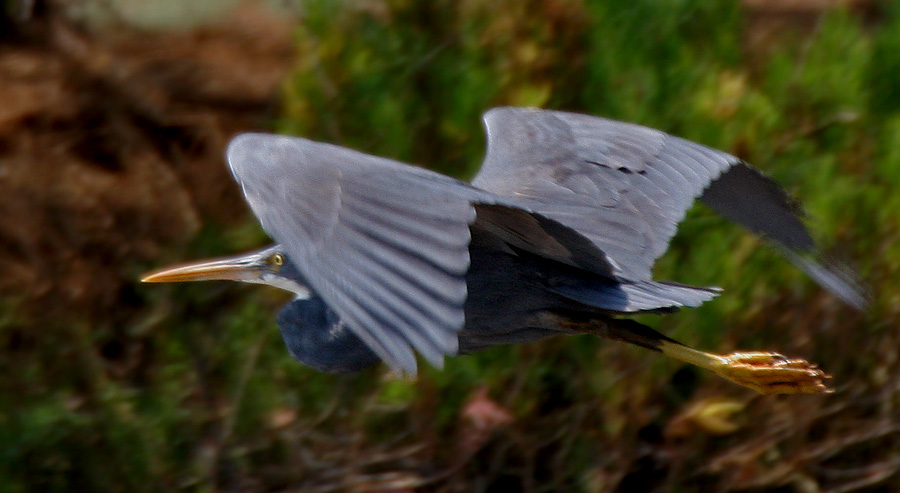
Màu lông tối schistacea (Khu bảo tồn động vật hoang dã Krishna) cho thấy mức độ vàng trên chân

Loài này chủ yếu phân bố trên các bờ biển ở phía tây nhiệt đới Châu Phi, Biển Đỏ, vịnh Ba Tư (Iran) kéo dài về phía đông đến Ấn Độ. Loài này cũng phân bố ở Quần đảo Lakshadweep và Sri Lanka nơi sinh sản đã từng được ghi nhận tại Chilaw. Phân loài chỉ định ở Tây Phi từ Mauritania đến Gabon. Chim cũng có thể được tìm thấy ngoài khơi như ở Quần đảo Canary. Số lượng nhỏ giống ở Tây Ban Nha. Phân loài schistacea được tìm thấy từ bờ biển phía đông quanh bờ biển Ấn Độ. Các quần thể sinh sản được biết đến từ bờ biển phía đông của Ấn Độ xung quanh hồ Pulicat.
Chúng thỉnh thoảng xuất hiện trong nội địa.
Diệc rạn san hô phía tây (phân loài được đề cử) phân bố như một loài lang thang ở Bắc Mỹ, Nam Mỹ và các đảo Caribbe. 
Dựa trên số lượng hồ sơ ngày càng tăng, người ta nghi ngờ rằng họ có thể thiết lập các thuộc địa sinh sản ở Brazil. Một số hồ sơ vào khoảng những năm 1980-90 ở Đức, Áo và Pháp đã được quy cho những con chim trốn thoát khỏi một đại lý động vật ở Mittelfranken.

## Hình ảnh

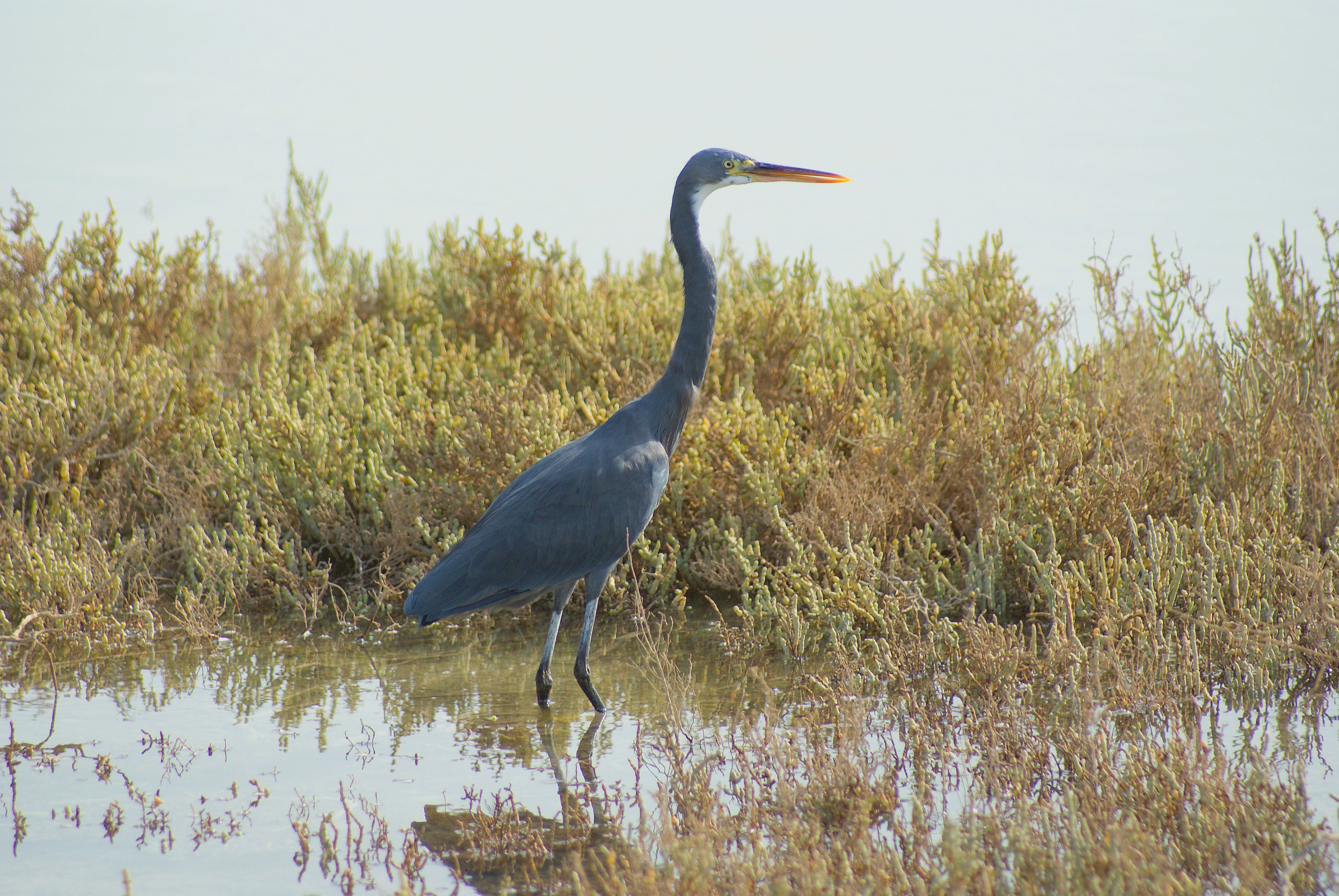
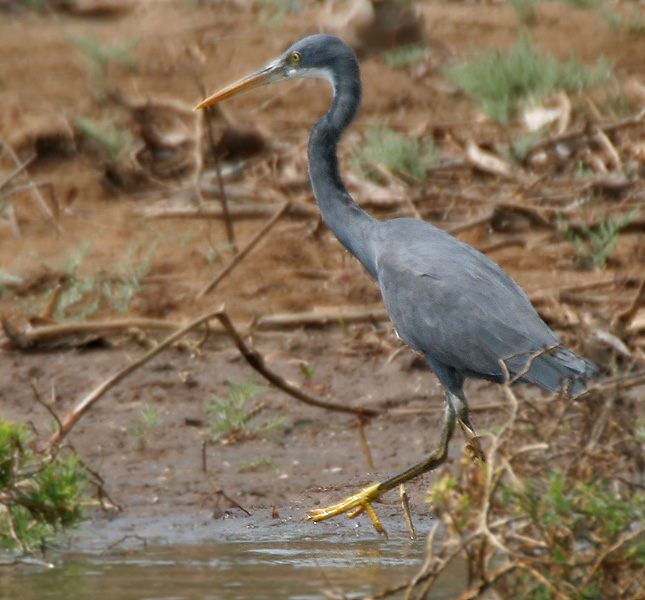
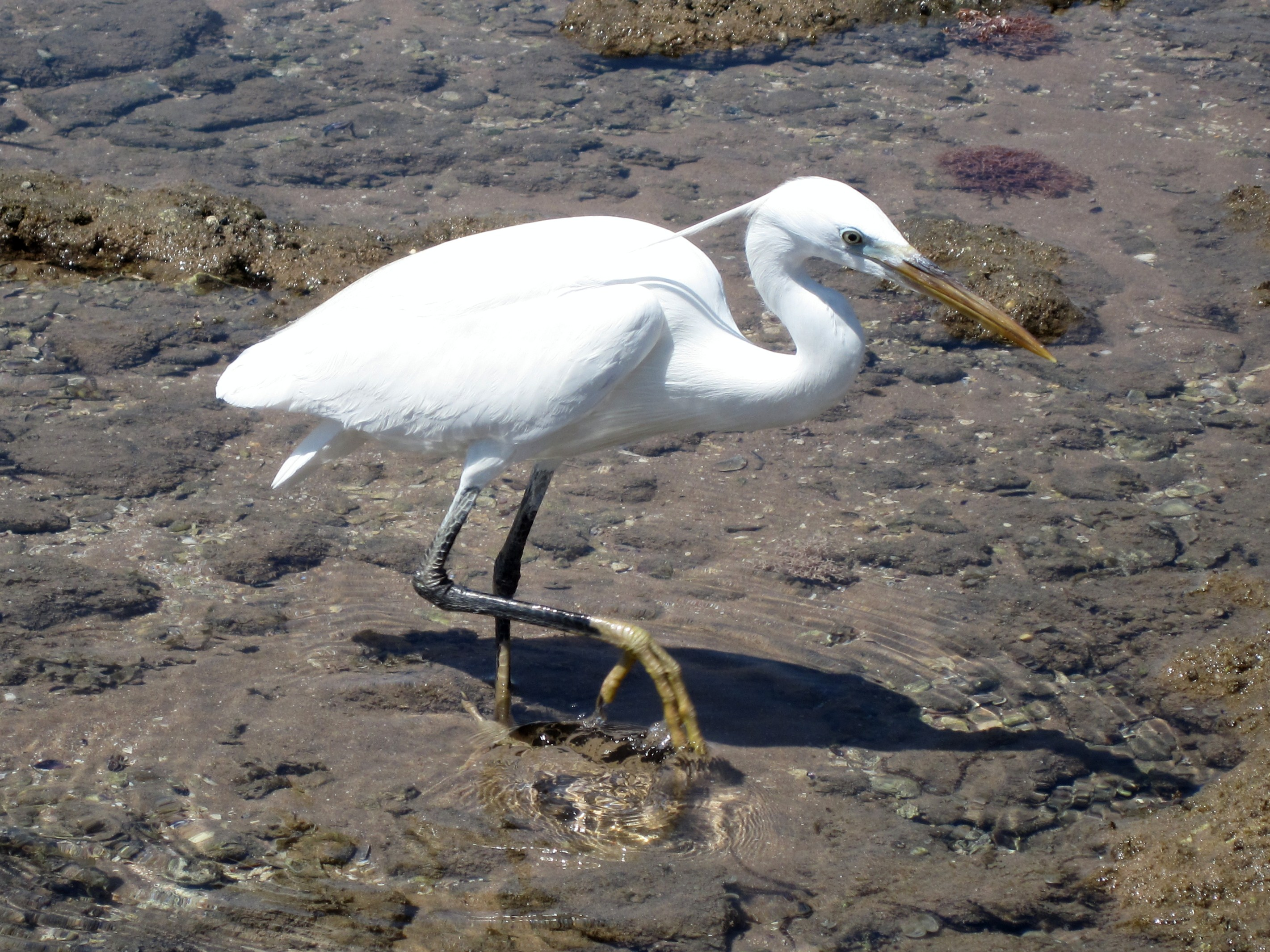
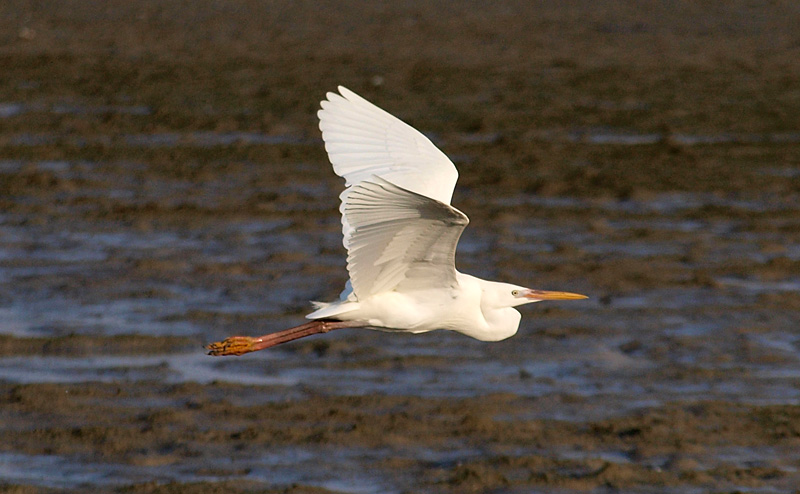
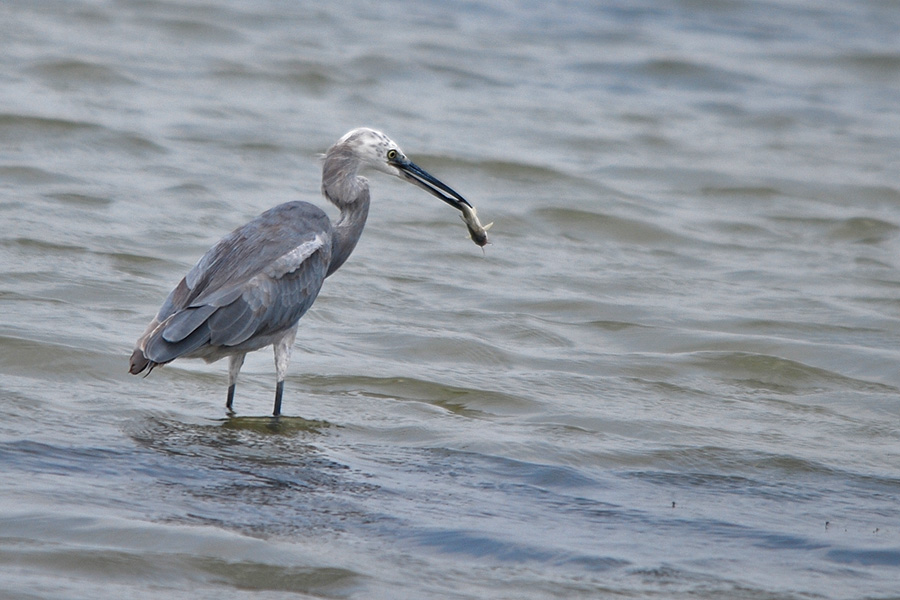
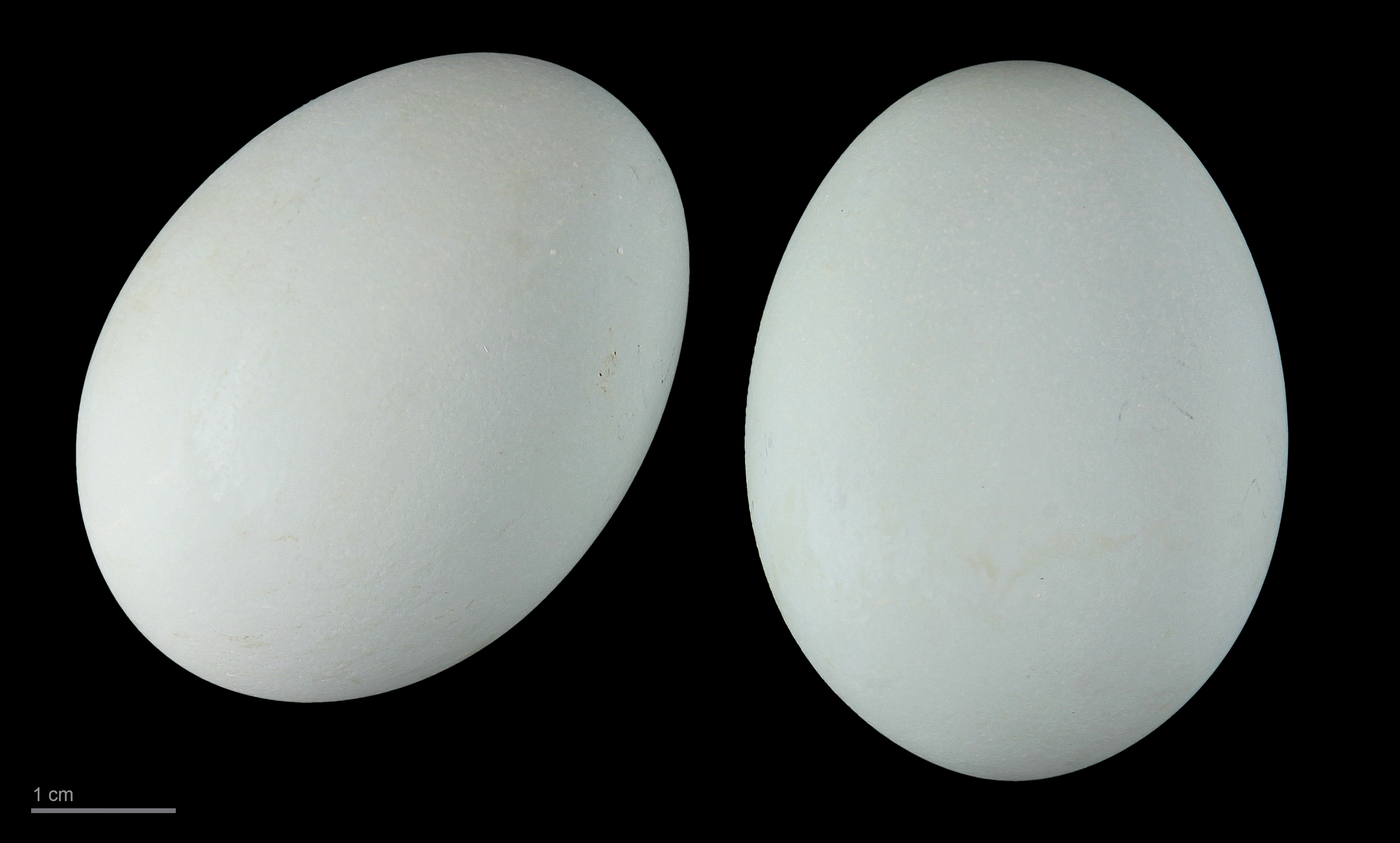
Museum specimen